# Laurel und Hardy: Hilfreiche Hände
Helpmates ist ein amerikanischer Slapstickfilm aus dem Jahr 1932 mit Stan Laurel und Oliver Hardy. Im deutschsprachigen Raum ist der Film auch unter den Titeln Wir sitzen in der Klemme, Hilfreiche Hände, Als Fußbodeningenieure sowie Wenn die Maus aus dem Haus ist bekannt.

## Handlung
Ollie steht morgens mit einem Eisbeutel auf dem Kopf vor dem Spiegel. Er erinnert sich an die wilde Party, die er am Abend zuvor gefeiert hat, und schimpft mit sich selbst. Doch es kommt noch schlimmer: der Briefträger bringt ein Telegramm, das die Rückkehr seiner aggressiven Frau von einer Reise am Mittag ankündigt. Wenn diese das verschmutzte Haus sehen würde, wäre es für Ollie ein böses Erlebnis. Also bestellt er voller Panik seinen Freund Stan zu sich, um das nach der Party verwüstete Haus aufzuräumen.  Zunächst scheinen die Arbeiten gut voranzugehen, bis letztlich ein Missgeschick das nächste jagt. So zerstört Stan durch seine Missgeschicke Ollies gesamte Garderobe und lässt das Haus voller Wasser laufen. Am Ende des Filmes erhält Ollie nicht nur einige blaue Flecken von seiner Frau, sondern verliert auch sein Haus. Stan hatte es bei dem Versuch, im Kamin ein Feuer zu entzünden, versehentlich in Brand gesteckt. Ollie sitzt nun allein in seinem gänzlich zerstörten Haus, als es zu regnen beginnt.

## Hintergrund
Helpmates wurde vom 19. bis zum 26. Oktober in den Hal-Roach-Studios in Culver City gedreht. In den Vereinigten Staaten kam der Film am 23. Januar 1932 in die Kinos, in Deutschland hingegen erst am 20. Dezember 1957 unter dem Titel Wenn die Maus aus dem Haus ist, vier Monate nach dem Tod von Oliver Hardy. 
Stan Laurel gibt im Film eine Telefonnummer an, tatsächlich war es damals seine echte Nummer. Ein Fehler hat sich im Film eingeschlichen: Als Ollies Nachbar im Garten von der Pflanze getroffen wird, kann man eine Hand im ganz rechten Bereich des Bildes erkennen, die sie auf den Nachbarn wirft.
Der Schwarz-Weiß-Film Helpmates war im Jahre 1984 der erste von allen Filmen des Komikerduos, von dem eine Farbversion entstand. Bei der kolorisierten Version gibt es allerdings einige Veränderungen zur ursprünglichen Fassung, deshalb wird meistens immer noch die Schwarz-Weiß-Version gezeigt.

## Deutsche Fassungen
- Dick und Doof als Strohwitwer ist der Titel der ersten deutschen Fassung, die bei der Riva GmbH in München 1957 erstellt wurde. Stan und Ollie werden beide von Anton Reimer gesprochen.[3]
- Die zweite Fassung mit dem Titel Dick und Doof als Fußbodeningenieure entstand 1961 bei der Beta-Technik in München. Die Dialoge schrieb Wolfgang Schick, Regie führte Manfred R. Köhler und die Musik steuerte Conny Schumann bei. Walter Bluhm ist als Stan Laurel zu hören und Arno Paulsen als Oliver Hardy. Diese Fassung wurde auf DVD veröffentlicht.[3]
- Unter dem Titel Der hungrige Matrose wurden Ausschnitte mit Walter Bluhm und Bruno W. Pantel als Stan und Ollie von der Beta-Technik synchronisiert. Die Dialoge stammen von Heinz Caloué und Hanns Dieter Hüsch sprach kurze Kommentare.[3]